# Abbaufortschritt (Bergbau)
Als Abbaufortschritt bezeichnet man im Bergbau den Fortschritt eines Abbaubetriebes in Abbaurichtung. Der Abbaufortschritt wird in Metern gemessen. Für die Messung des Abbaufortschrittes gibt es spezielle Abbaufortschritt-Messgeräte. Wird der Abbaufortschritt auf eine Zeitspanne bezogen, so bezeichnet man dieses dann als Abbaugeschwindigkeit.

## Betriebswirtschaftliche Grundlagen
Um die Leistungsfähigkeit eines Abbaubetriebes bestimmen zu können, benötigt man für die Planung bestimmte Parameter. Dies sind neben den örtlichen Gegebenheiten wie z. B. Art des Nebengesteins, Einfallen der Lagerstätte oder Art des Hangenden und Liegenden, auch die Daten des Betriebszuschnittes. Zu diesen Daten zählen neben den Abmessungen des Abbaubetriebes auch der Abbaufortschritt. Von besonderer Bedeutung ist der Abbaufortschritt beim Strebbau. Bei diesem Abbauverfahren stehen die Länge des Abbaubetriebes (Streblänge) und der Abbaufortschritt in einer festen Beziehung zueinander. So ist die gewonnene Kohlenmenge in einem Streb mit einer bestimmten Flözmächtigkeit verdoppelt, wenn man entweder die Streblänge oder den Abbaufortschritt verdoppelt. Um nun einen Abbaubetrieb wirtschaftlich zu führen, ist es erforderlich, das Anlagekapital und die Betriebskosten möglichst niedrig zu halten und gleichzeitig mit diesem Abbaubetrieb eine hohe Leistung zu erzielen. Durch eine deutliche Steigerung des Abbaufortschrittes lassen sich die Kosten eines Abbaubetriebes senken. Außerdem dient die Steigerung des Abbaufortschrittes auch einer Steigerung der Leistung des jeweiligen Abbaubetriebes. Der Abbaufortschritt ist in Flözen mit geringerer Mächtigkeit größer als in solchen mit höherer Mächtigkeit.

## Bedingungen
Das Erzielen eines hohen Abbaufortschrittes ist aber nicht nur aus betriebswirtschaftlicher Sicht von Nutzen, sondern hat auch sicherheitstechnische Gründe. Insbesondere ist es von sicherheitlichem Nutzen, stets ein sogenanntes frisches Hangendes zu haben. Um den Abbaufortschritt steigern zu können, müssen bestimmte Voraussetzungen geschaffen werden. Besonders wichtig ist die Wahl eines geeigneten Strebausbaus, denn dieser darf den Abbaufortschritt nicht übermäßig einschränken. Eine weitere Bedingung für eine Steigerung des Abbaufortschrittes ist die Auswahl eines geeigneten Versatzverfahrens. Je nach Versatzverfahren wird durch die Versatzarbeit der Abbaufortschritt stark eingeschränkt. Entscheidend für einen hohen Abbaufortschritt ist auch das vor Ort vorhandene Transportsystem. Dieses muss in der Lage sein, dem jeweilig geforderten Abbaufortschritt standzuhalten. Hierbei ist das Zusammenspiel zwischen Strebausbau und Strebfördereinrichtung von großer Bedeutung. Dies macht sich insbesondere beim Verschieben des Strebförderers in Abbaurichtung bemerkbar. Die Steigerung des Abbaufortschrittes wird stark eingeschränkt, wenn der Strebförderer zum Verschieben zerlegt werden muss.

## Messung des Abbaufortschrittes
Um den Abbaufortschritt eines Abbaubetriebes ermitteln zu können, muss dieser regelmäßig gemessen werden. Die Messung erfolgt in der Regel durch den jeweiligen zuständigen Steiger. Der zuständige Fahrsteiger muss diese Messungen durch Stichprobenmessungen vor Ort kontrollieren. Um eine regelmäßige Messung in zeitlichen Abständen zu ermöglichen, werden in heutigen Abbaubetrieben Abbaufortschritt-Messgeräte eingesetzt. Das Messgerät wird zur kontinuierlichen Messung am Strebförderer oder am Ausbau befestigt. Im Alten Mann wird eine Rolle befestigt, über die ein Seil geführt wird. Das Seil läuft über ein Messrad. Im Messgerät wird der jeweilige Abbaufortschritt an zwei Ziffernrollenzählern angezeigt. Die Anzeige erfolgt in Dezimetern. Unabhängig von den Messungen des jeweiligen Betriebes wird eine eigene Messung von der Markscheiderei erstellt. Die Messergebnisse des Betriebes werden mit den Messungen der Markscheiderei verglichen.

## Auswirkungen
Je nach Höhe des Abbaufortschrittes kommt es zu unterschiedlichen Auswirkungen. Je nachdem, wie das Hangende beschaffen ist, wird dieses aufgrund des entstehenden Hohlraumes durch den Gebirgsdruck belastet. Bei weichem Hangenden wirkt sich dies schneller aus als bei festem Hangenden. Durch einen langsameren Abbaufortschritt wird das Hangende stärker belastet als durch einen zügigen. Der Abbaufortschritt wirkt sich auch auf den Ausgasungsverlauf des Flözgases aus. Bei einer Steigerung des Abbaufortschrittes steigt auch die Ausgasung an, allerdings ist dieser Anstieg nicht proportional der Steigerung des Abbaufortschritts. Entsprechend dem höheren Abbaufortschritt kann, bei gleicher Fördermenge, die Streblänge verringert werden. Dadurch wird die Störanfälligkeit aufgrund geologischer Störungen verringert. Da sich kürzere Strebe besser bewettern lassen, kommt es zu einer geringeren Erhöhung der Wettertemperatur. Auch ist die Bekämpfung der Staubentwicklung und von möglichen Schlagwettern einfacher. Allerdings wirkt sich ein hoher Abbaufortschritt von täglich mehreren Metern nachteilig auf die im Senkungstrog befindlichen Bauwerke aus. Bedingt durch die hohe Abbaugeschwindigkeit kommt es zu einer hohen Geschwindigkeit der übertägigen Bodenbewegung. Durch diese schnellen Bodenbewegungen kommt es im Bauwerk zu einem schnellen Lastwechsel von Zerrung und Pressung. Dadurch bedingt bleibt dem Fugenmörtel keine ausreichende Zeit, um die Spannungen abzubauen. Infolge der schnellen Biegeverformung kommt es im Bauwerk zu fein verteilten Rissen. Der Schaden am Bauwerk wirkt sich überwiegend in querschlägiger Richtung auf das Bauwerk aus.